# Oldřich Burský
Oldřich Burský (ur. 17 października 1933 w Kyjovie, zm. 7 lipca 2013) – czechosłowacki polityk, wiceprzewodniczący Czeskiej Rady Narodowej (1986–1989), wicepremier i minister rolnictwa Czechosłowacji (1989–1990). 

## Życiorys
Z wykształcenia jest lekarzem weterynarii. Działał w Czechosłowackiej Partii Socjalistycznej. W latach 1986–1989 sprawował z jej ramienia funkcję wiceprzewodniczącego Czeskiej Rady Narodowej. W grudniu 1989 objął obowiązki wicepremiera w gabinecie Mariána Čalfy, urząd pełniąc do kwietnia 1990. Od kwietnia 1990 do czerwca 1990 był ministrem rolnictwa i żywności.